# رودخانه هما (هیلونگ جیانگ)
رودخانه هما (به لاتین: Huma River) یک رود در چین است که در هیلونگ‌جیانگ واقع شده‌است.